# Idade do Bronze na Escandinávia

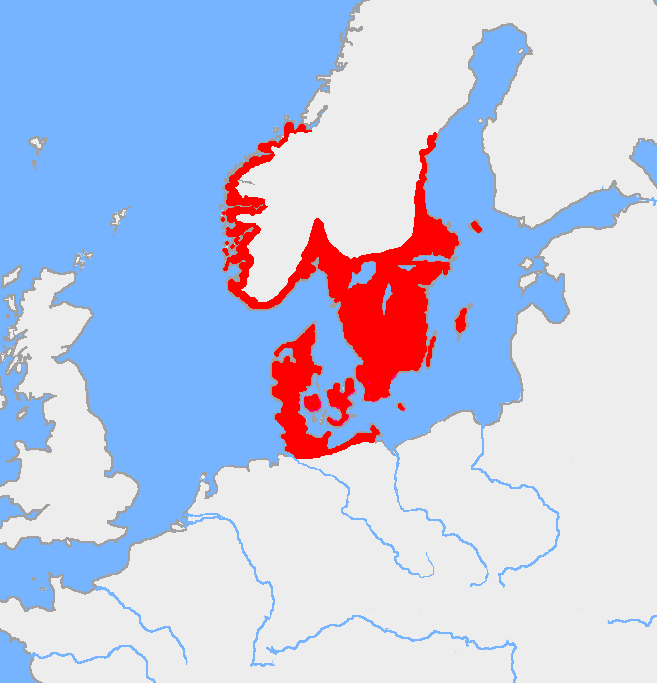
Mapa da Cultura da Idade do Bronze Nórdica por volta de 1200 a.C.

A Idade do Bronze Nórdica é, segundo o arqueólogo sueco Oscar Montelius, um período da Pré-história Nórdica ocorrido aproximadamente entre 1700-500 a.C.

Foi antecedida pela Idade da Pedra, e sucedida pela Idade do Ferro pré-romana. A Idade do Bronze na Escandinávia teve lugar bastante mais do que 500 anos depois da Idade do Bronze no sul da Europa. É o primeiro período da Pré-história escandinava em que há sinais de comércio internacional. Embora não haja documentos escritos, existem bastantes objetos de madeira, bronze e ouro.

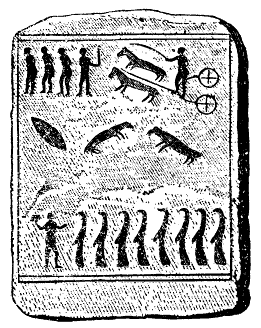
Imagem tallhada em rocha em Kivik, na Suécia, datada de 1000 a.C.

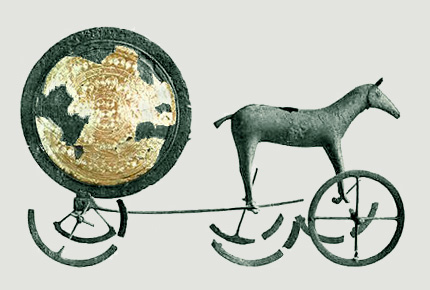
O carro solar de Trundholm.